# Kathonay Mihály
Kathonay Mihály (? – 1601) kolozsvári főbíró, ötvösmester.
Születési éve ismeretlen, de az ötvösmesterek könyve szerint 1576-ban vált mesterré, tehát ebben az időpontban már legalább 25 évesnek kellett lennie. Több ízben is bekerült a város száztagú tanácsába, illetve a tizenegy tagú szenátusba. 1593-ban és 1595-ben királybíró volt; 1583-ban és 1591-1593 között három éven át az ötvösök céhmesteri tisztségét is betöltötte. Két háza is volt a városban: a régi Szín utcában (később Jókai, ma Napoca utca), illetve a Közép utcában (később Deák Ferenc, ma Eroilor utca).
1598-ban követet küldött Báthory Zsigmond fejedelemhez, tudatva, hogy az erdélyiek közül sokan alkalmasnak tartják az időpontot a visszatérésére. Báthory Zsigmond 1598. augusztus 20-án este előzetes értesítés nélkül megérkezett Kolozsvárra. A város kapuja már zárva volt, de Kathonay kinyittatta és beengedte a fejedelmet. Éjjelre összehívta a városi tanácsot, akik hűséget esküdtek a fejedelemnek. Báthory Zsigmond később a fejedelemségről ismét lemondott.
Báthoryhoz való hűsége miatt 1601-ben Vitéz Mihály elfogatta, megkínoztatta és megölette.